# Igreja Presbiteriana Evangélica (Austrália)
A Igreja Presbiteriana Evangélica (IPE) - em Inglês: Evangelical Presbyterian Church - é uma denominação reformada presbiteriana, conservadora fundada na Austrália, em 1961, por um grupo de igrejas que aderiu a Fé Reformada na Tasmânia, com a ajuda da Igreja Presbiteriana da Austrália Oriental.

## História
As igrejas presbiterianas são oriundas da Reforma Protestante do século XVI. São as igrejas cristãs protestantes que aderem à teologia reformada e cuja forma de organização eclesiástica se caracteriza pelo governo de assembleia de presbíteros. O governo presbiteriano é comum nas igrejas protestantes que foram modeladas segundo a Reforma protestante suíça, notavelmente na Suíça, Escócia, Países Baixos, França e porções da Prússia, da Irlanda e, mais tarde, nos Estados Unidos.
Na década de 1950, um grupo de pessoas da Tasmânia, de origem de diversas denominações, aderiu à Fé Reformada e estabeleceu contato com a Igreja Presbiteriana da Austrália Oriental (IPAO), com o objetivo de aderir a ela.
Todavia, em vez disso, a IPAO decidiu dar apoio ao grupo, sem integrá-lo a denominação. Ministros da IPAO ordenaram pastores ministros na Tasmânia em 28 de Setembro de 1961. No dia seguinte, os ministros recém-ordenados reuniram-se e constituíram-se em um Presbitério, adotando constituindo assim, formalmente a Igreja Evangélica Reformada ( Reformed Evangelical Church).
Posteriormente, o grupo mudou de nome para Igreja Presbiteriana Evangélica (Evangelical Presbyterian Church).
Em 1986, parte das igrejas se separaram da denominação e formaram a Igreja Presbiteriana do Sul (Austrália).

## Doutrina
A denominação subscreve a Confissão de Fé de Westminster, Catecismo Maior de Westminster e Breve Catecismo de Westminster. Além disso, a denominação não permite a ordenação de mulheres, pratica a salmodia exclusiva e proíbe o uso de instrumentos musicais nos cultos públicos. Outra doutrina que destaca a denominação é a rejeição das doutrinas graça comum e da oferta bem intencionada do Evangelho, geralmente adotadas por outras denominações reformadas.

## Relações intereclesiásticas
A denominação possui relacionamento com as Igrejas Protestantes Reformadas na América.